# Futuro

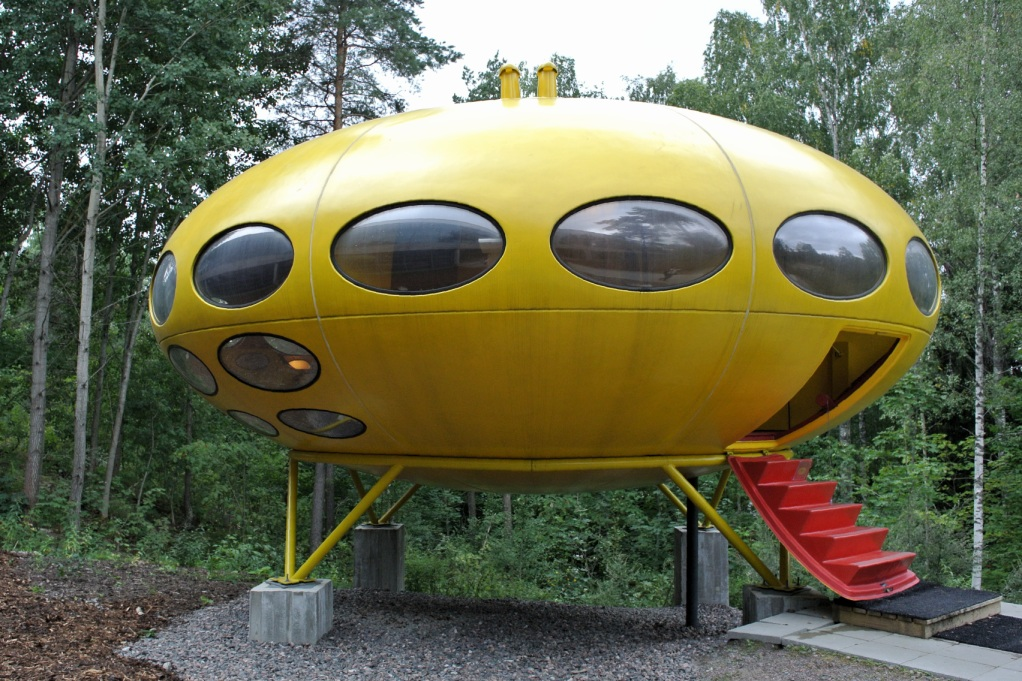
Een Futuro

Een Futuro is een geprefabriceerd type woonhuis, ontworpen door de Finse architect Matti Suuronen. De woningen zijn gemaakt van polyester, plastic en glasvezel. Er zijn er in de jaren zestig en zeventig zo'n honderd tot tweehonderd van gemaakt.
De Futuro's hebben een opvallende, futuristische ellipsoïde vorm die lijkt op die van een vliegende schotel. Een futuro is vier meter hoog, acht meter in doorsnee en heeft een vloeroppervlak van 36 m². Een standaard futuro was uitgerust met zes zitplaatsen die uitgeklapt konden worden tot bedden, een open haard, grill, keuken, toilet en badkamer. De elipsvormen komen op veel plaatsen terug in het ontwerp, niet alleen in de ramen maar ook in de deuren, het meubilair en zelfs de stopcontacten. Het bouwwerk steunt op een stalen ringstandaard.
In de jaren zestig van de twintigste eeuw kregen de mensen meer vrije tijd en gingen meer reizen. De Futuro paste in dat beeld. De gedachte achter de Futuro is dat het een huis is dat overal kan worden geplaatst als skihut of vakantiehuisje. Het was bedoeld als een massageproduceerd bouwpakket dat zelfs op moeilijk bereikbare plekken in elkaar gezet kon worden. Zo staat er bijvoorbeeld een Futuro hoog in het Biosfeerreservaat Teberdinski in de Kaukasus.
Na de oliecrisis van 1973 werden de productiekosten van de Futuro te hoog, waardoor deze uit de markt werd genomen. Het prototype van de Futuro is in 2007 door museum Boijmans van Beuningen aangekocht. Na een grondige restauratie is het in 2011 in het museum tentoongesteld.